# Abel Gance
Abel Gance (ur. 25 października 1889 w Paryżu, zm. 10 listopada 1981 tamże) – francuski reżyser i producent filmowy, scenarzysta, aktor oraz teoretyk filmu. W latach 20. jeden z twórców francuskiego impresjonizmu filmowego. Znany przede wszystkim z monumentalnych realizacji filmowych okresu niemego: Oskarżam (1919), Koło udręki (1923) oraz Napoleon (1927).

## Życiorys
Abel Gance był nieślubnym dzieckiem dobrze sytuowanego żydowskiego lekarza, Abla Flamanta. Matka przyszłego reżysera poślubiła mechanika Adolpha Gance’a, po którym młody Abel otrzymał nazwisko. Flamant dbał jednak o wychowanie syna i opłacił mu edukację, na którą robotnicza rodzina nie mogłaby sobie pozwolić.

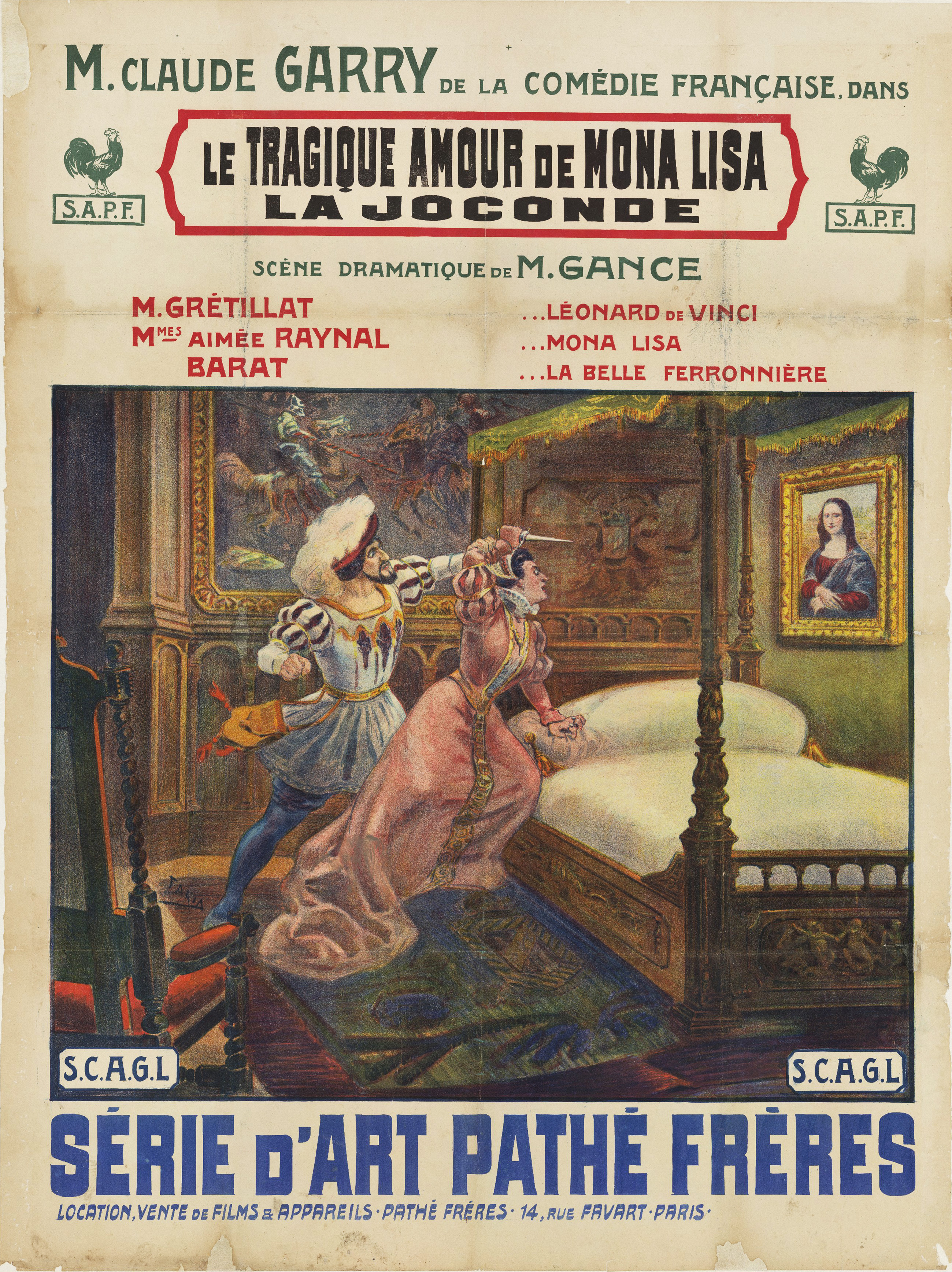
Plakat filmu Pathé Le tragique amour de Mona Lisa (1912), do którego scenariusz napisał Abel Gance

Abel Gance od najmłodszych lat interesował się literaturą oraz teatrem. W roku 1908 wyjechał do Brukseli, aby zostać aktorem. Tam zatrudniła go firma Gaumont. Zagrał m.in. w filmie Molier (1910) w reżyserii Léonce’a Perreta. Napisał również kilka scenariuszy. W roku 1911 odszedł z Gaumont, by założyć własną firmę – Le Film français. Jego pierwszy film, wyprodukowany w roku 1911, nosił tytuł Tama i był dramatem kostiumowym. W tym okresie Gance realizował własne filmy, a także pisał scenariusze dla innych wytwórni, m.in. do filmu Un tragique amour du Mona Lisa (1912) w reżyserii Alberta Capellaniego. Reżyserował również dla Film d’art (np. serial kinowy Barberousse z roku 1917). W swojej twórczości niemal od początku wdrażał wiele innowacji technicznych i stylistycznych (m.in. eksperymentował z efektami specjalnymi).
Pod koniec drugiej dekady XX wieku Gance pracował dla firmy Pathé. Jego film Dziesiąta symfonia (1918), wyprodukowany przez Charlesa Pathé, uznawany jest za pierwsze znaczące dzieło impresjonizmu filmowego. Wówczas zrealizował też jeden ze swoich najbardziej rozpoznawalnych filmów – epicki dramat podejmujący tematykę I wojny światowej pt. Oskarżam (1919). Drogie i długie filmy Gance’a były dla Pathé ryzykowną inwestycją. Nieformalna ankieta przeprowadzana w roku 1920 wskazywała jednak, że z produkcji krajowych dzieła Gance’a były darzone przez francuskich widzów najwyższą estymą. Niedługo po realizacji Oskarżam Gance zaczął pracę nad kolejnym monumentalnym filmem – Kołem udręki (1923). Wówczas reżyser wyjechał wraz z ekipą do Prowansji, gdzie zrealizowano zdjęcia plenerowe.
Po premierze Koła udręki Gance przystąpił do realizacji monumentalnego Napoleona – jednego z najdroższych filmów epoki niemej, który miał być pierwszą częścią epickiego cyklu biograficznego o francuskim przywódcy. Przy tym projekcie z reżyserem współpracował producent Henri Diamant-Berger, przy współudziale m.in. firmy Pathé. Realizacja filmu trwała aż 3 lata, a jego ostateczny metraż wyniósł niemal 6 godzin czasu ekranowego. Gance’a chwalono za monumentalną skalę projektu oraz innowacje techniczne. Mimo to, film nie był popularny wśród widowni kinowej.

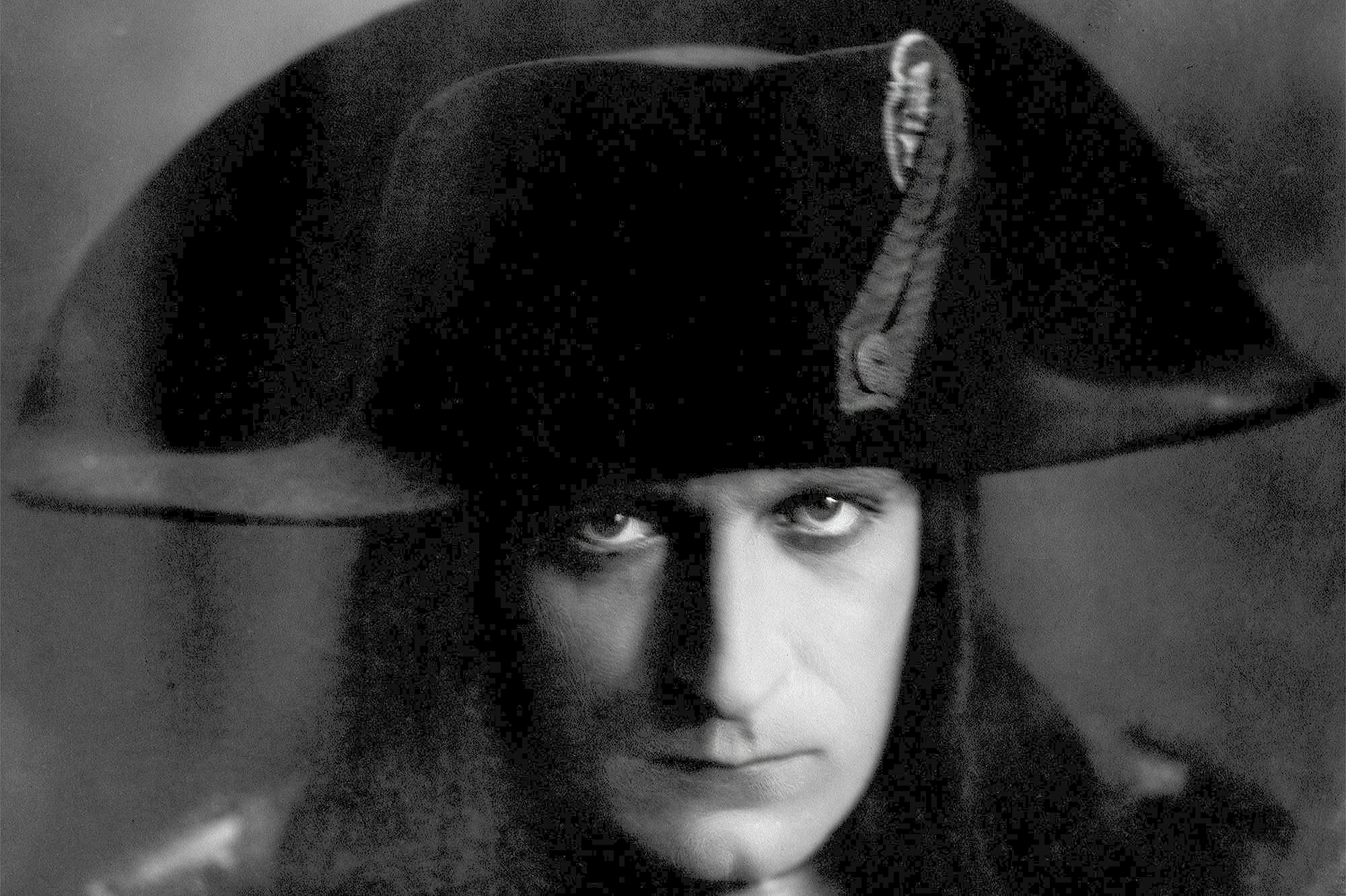
Albert Dieudonné jako Napoleon Bonaparte na fotosie z filmu Abla Gance’a (1927)

Porażka kasowa Napoleona – wraz z niepowodzeniem kolejnego ambitnego projektu Gance’a, dźwiękowego filmu Koniec świata (1931) – podważyła jego reputację w środowisku filmowym i przypięła mu etykietę ekscentryka. Utrudniło mu to pozyskiwanie finansowania dla kolejnych projektów. Gance realizował filmy do początku lat 70., choć żaden nie zdobył takiego uznania krytyków i widowni jak jego filmy nieme. Jego dorobek doceniono w roku 1980, przyznając mu honorowego Cezara za całokształt twórczości.

## Twórczość

### Okres wczesnych realizacji
Na wczesnym etapie twórczości Gance pisał scenariusze do filmów, a także sam realizował adaptacje ambitnej literatury produkowane przez wytwórnię Film d’art oraz wyspecjalizowany w podobnej tematyce oddział firmy Pathé. Zrealizowany przez niego film Szaleństwo doktora Tube (1915) zawiera wiele eksperymentalnych efektów specjalnych. Z kolei w serialu kinowym Barberousse (1917) widać eksperymenty związane z pracą kamery (dystans do aktora, kąt widzenia) oraz montażem. Za jeden z ważniejszych filmów Gance’a tego okresu uznaje się Mater Dolorosa (1917), dramat przedstawiający życie mieszczki nieszczęśliwej w małżeństwie – uwagę zwracała wyestetyzowana strona wizualna filmu, szczególnie jeśli chodzi o oświetlenie. Film okazał się sukcesem kasowym zarówno w kraju, jak i zagranicą.

### Okres impresjonizmu i kina epickiego

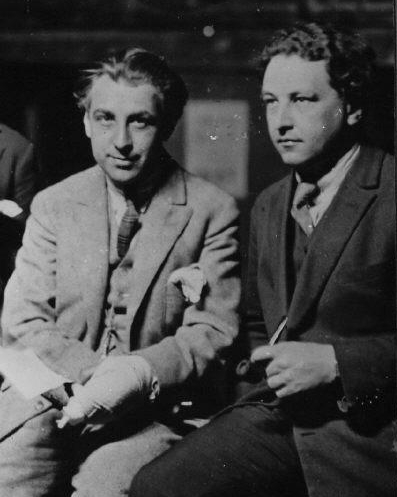
Abel Gance (po lewej) wraz z kompozytorem Arthurem Honeggerem (ok. 1923 roku)

Wyprodukowany przez Pathé film Gance’a Dziesiąta symfonia (1918) uznaje się za pierwsze dzieło francuskiego impresjonizmu filmowego. Opowiada on historię kompozytora, który tworzy tak przejmujący utwór muzyczny, że zostaje on uznany za kontynuację dziewięciu symfonii Beethovena. W filmie zastosowany zostaje szereg zabiegów, których celem jest wizualne przedstawienie emocji związanych ze słuchaniem muzyki, np. na ujęcie przedstawiające klawiaturę fortepianu nałożona zostaje figura tancerki za pomocą techniki podwójnej ekspozycji.
Do najbardziej rozpoznawalnych dzieł Gance’a należą jego epickie realizacje z okresu międzywojennego. Łączył w nich intensywność emocjonalną z fabularnym rozmachem, a także z artystycznym eksperymentowaniem. W zrealizowanym dla Pathé filmie Oskarżam (1919) tematem są wydarzenia I Wojny Światowej, pokazane z perspektywy mieszkańców małej wioski w Prowansji. Film miał wymowę wyraźnie antywojenną – miał zdemaskować tych, którzy zdaniem reżysera byli odpowiedzialni za los wszystkich, którzy zginęli podczas działań wojennych. Gance intensywnie eksperymentował z ruchem kamery, montażem (szybkie cięcia, zbliżenia) oraz z oświetleniem, a także stosował rozmaite metaforyczne obrazy, aby podkreślić dramatyzm czasów wojny . Antywojenną wymowę filmu akcentuje ostatnia scena – z grobów wstają zastępy poległych żołnierzy, którzy pragną dowiedzieć się, czy ich śmierć była potrzebna.
Kolejnym epickim dziełem Gance’a było Koło udręki (1923). Film ten opowiada melodramatyczną historię z życia francuskiego kolejarza. Gance nawiązał do tematyki mitycznej, zarówno skalą, jak i wydarzeniami opowiadanej historii – co więcej, główny bohater ma na imię Sisif (w nawiązaniu do mitu o Syzyfie). Sisif, w opowiedzianej z jego punktu widzenia historii, zakochuje się w swojej przybranej córce Normie, co skutkuje szeregiem dramatycznych zdarzeń. W warstwie stylistycznej filmu za szczególnie innowacyjny uważa się montaż, który w momentach szczególnie istotnych dramaturgicznie korzysta z bardzo szybko ciętych ujęć . Film cechuje też olbrzymi metraż – ponad pięć godzin. Partyturę do filmu miał napisać Arthur Honegger, ale zniecierpliwiony przedłużającą się realizacją kompozytor wydał ją w końcu jako osobne dzieło pt. Pacific 231.
Zwieńczeniem twórczości Gance’a okresu niemego był Napoleon (1927), pierwszy film z planowanego (i nieukończonego) cyklu o francuskim przywódcy. Przedstawiona w nim została historia początków jego wojskowej i politycznej kariery. Film ten stanowił eklektyczne połączenie strategii twórczych – z jednej strony awangardowych, a z drugiej nastawionych na masowego odbiorcę. Najbardziej rozpoznawalną innowacją techniczną zastosowaną przez Gance’a był system Poliwizji – niektóre sceny filmu wyświetlane były w formie tryptyku na trzech ekranach jednocześnie, które ustawione obok siebie tworzyły obraz panoramiczny. Zdjęcia w tym systemie realizowano jednocześnie trzema kamerami ustawionymi na specjalnie dostosowanym statywie. W roku 1934 Gance wydał Napoleona w wersji udźwiękowionej.

### Okres filmu dźwiękowego
Pierwszy dźwiękowy film Gance’a Koniec świata (1931) miał być kolejnym wielogodzinnym epickim dziełem, ale w wyniku interwencji producentów i dystrybutorów film został przemontowany i skrócony. Rezultat okazał się nieatrakcyjny zarówno dla widowni, jak i dla krytyków, skutkując kasową porażką. Gance kontynuował realizację mniejszych projektów w epoce dźwiękowej, nawiązując do klasyki literatury oraz do czasów napoleońskich. Wśród nich można wymienić filmy: Dama Kameliowa (1934), Lukrecja Borgia (1935), Le Roman d’un jeune homme pauvre (1935), Wielka miłość Beethovena (1936), Raj utracony (1939), Kapitan Fracasse (1942), Quatorze juillet (1953), Bitwa pod Austerlitz (1960), oraz Cyrano i d’Artagnan (1963).
Zasiadał w jury konkursu głównego na 6. MFF w Cannes (1953).
W roku 1971 Gance wrócił raz jeszcze do Napoleona (1927), wydając go w nowej, przemontowanej wersji pod tytułem Bonaparte et la révolution. Był to jego ostatni projekt filmowy.

## Filmografia
Jako reżyser i scenarzysta:

- 1911: Tama
- 1912: Biały Murzyn
- 1912: Il y a des pieds au plafond
- 1912: La pierre philosophe
- 1912: Le masque d’horreur
- 1915: La fleur des ruines
- 1915: L’énigme de dix heures
- 1915: L’héroïsme de Paddy
- 1915: Strass et Compagnie
- 1915: Szaleństwo doktora Tube
- 1915: Un drame au château d’Acre
- 1916: Ce que les flots racontent
- 1916: Fioritures
- 1916: Le fou de la falaise
- 1916: Le périscope
- 1916: Les gaz mortels
- 1917: Barberousse
- 1917: Le droit à la vie
- 1917: Mater dolorosa
- 1917: Strefa śmierci
- 1918: Dziesiąta symfonia
- 1918: Ecce Homo
- 1919: Oskarżam
- 1923: Koło udręki
- 1924: Au secours!
- 1927: Napoleon
- 1928: Marines et cristeaux
- 1931: Koniec świata
- 1933: Mater dolorosa
- 1934: Dama kameliowa
- 1934: Poliche
- 1935: Jérôme Perreau héros des barricades
- 1935: Lukrecja Borgia
- 1935: Napoléon Bonaparte (reedycja filmu Napoleon z 1927)
- 1936: Le roman d’un jeune homme pauvre
- 1936: Wielka miłość Beethovena
- 1938: J’accuse!
- 1938: Le voleur de femmes
- 1939: Louise
- 1940: Raj utracony
- 1941: Vénus aveugle
- 1943: Kapitan Fracasse
- 1953: Quatorze juillet
- 1955: La tour de Nesle
- 1956: Magirama
- 1960: Bitwa pod Austerlitz
- 1964: Cyrano i d’Artagnan
- 1966: Marie Tudor (film telewizyjny)
- 1967: Valmy (film telewizyjny)
- 1972: Bonaparte et la révolution (reedycja filmu Napoleon z 1927)

Jedynie jako scenarzysta:
- 1909: La légende de l’arc-en-ciel
- 1909: Le glas du père Césaire
- 1909: Le portrait de Mireille
- 1910: La fille de Jephté
- 1910: La fin de Paganini
- 1910: L’aluminite
- 1910: L’auberge rouge
- 1910: Le crime du grand-père
- 1910: Le roi des parfums
- 1910: Molier
- 1910: Paganini

Jako aktor:
- 1910: Molier jako młody Molier (reż. Léonce Perret)
- 1912: Bandit par amour (również: Max, bandit par amour, reż. Max Linder)
- 1912: Biały Murzyn
- 1912: Un tragique amour de Mona Lisa (reż. Albert Capellani)
- 1914: La Tâche (reż. Maurice Le Forestier)
- 1927: Napoleon jako Louis Saint-Just
- 1928: Upadek domu Usherów
- 1931: Koniec świata jako Jean Novalic
- 1956: Magirama (współreżyseria: Nelly Kaplan)